# Мечтание съм аз...
„Мечтание съм аз...“ е български телевизионен игрален филм (криминален, драма) от 1984 година на режисьора Владислав Икономов, по сценарий на Евгени Константинов. Оператор е Крум Крумов. Музиката във филма е композирана от Кирил Цибулка.

## Любопитно
- Филмът е 7-ият, последен от поредицата „Издирва се“[1].
- Работно заглавие на поредицата е „Досиетата“.
- Посвещава се на 40-годишнината от създаването на Народната милиция[2].

## Актьорски състав
| В главните роли             | Изпълнител                                          |
| --------------------------- | --------------------------------------------------- |
| полковник Асен Бойчинов     | Любен Чаталов                                       |
| скулпторът Кирил Побратимов | Георги Георгиев – Гец                               |
| Надя                        | Сашка Братанова                                     |
| Ваня Савова                 | Соня Дюлгерова                                      |
| доцент д-р Антон Савов      | Кирил Варийски                                      |
|                             | Йоланта Пиентек                                     |
|                             | Ивона Биелска                                       |
|                             | Димитър Танев                                       |
| огнярът бай Нягул           | Йордан Спиров                                       |
|                             | Румен Иванов                                        |
|                             | Вельо Горанов                                       |
|                             | Иван Несторов                                       |
|                             | Петър Слабаков                                      |
|                             | Цветана Манева                                      |
|                             | Стефан Мавродиев                                    |
|                             | Петър Гетов                                         |
|                             | Георги Кодов                                        |
|                             | Павел Поппандов (не е посочен в надписите на филма) |